# جزيرة بورو

خريطة جزيرة بورو

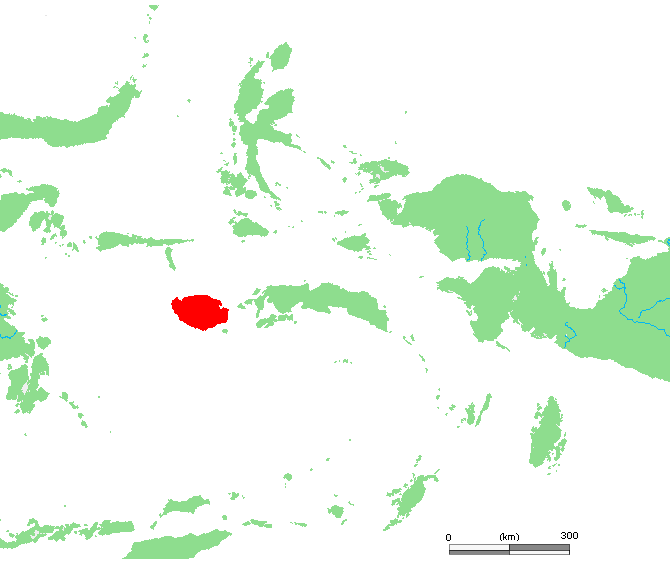
موقع جزيرة بورو ضمن جزر الملوك

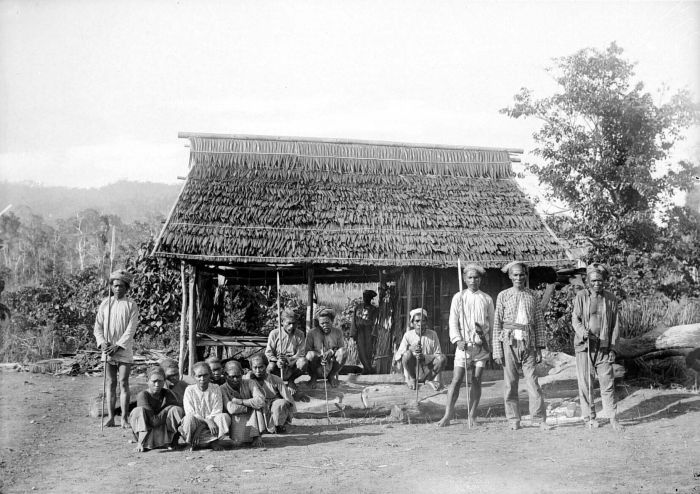
منزل تقليدي في جزيرة بورو بدايات القرن العشرين

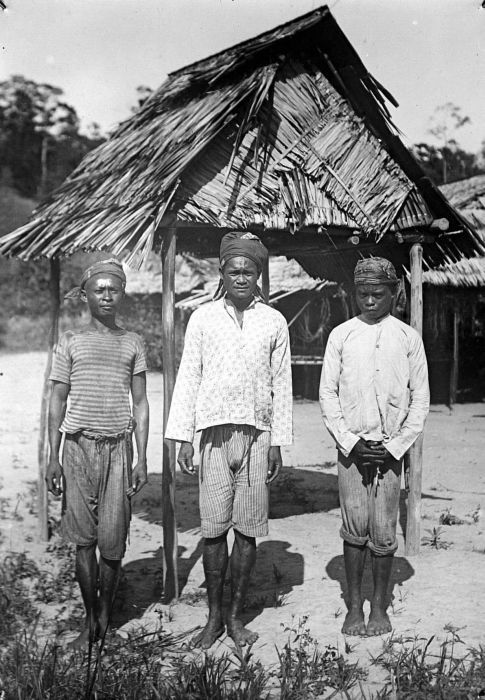
شعب ليسيلا، من مكونات سكان جزيرة بورو

بورو هي ثالث أكبر جزيرة في جزر الملوك في أرخبيل الملايو، حيث تبلغ مساحتها 9505 كم²، وتقع بين بحر باندا جنوباً و بحر سيرام وشمال غرب جزيرة سيرام وجزيرة أمبون.
الجزيرة تتبع مقاطعة مالوكو في إندونيسيا وتقسم إدارياً إلى بورو (مركزها نامليا) وجنوب بورو (مركزها نامبول). الجزيرة تحتوي على الموانئ، إضافة للمطار العسكري الذي يقع في نامليا ويقوم بنقل المدنيين ونقل البضائع.
أعلى نقطة في الجزيرة هي قمة غونونغ كابلامادا (Gunung Kaplamada) حيث يبلغ ارتفاعها 2429 متراً فوق مستوى سطح البحر.

## السكان
يبلغ عدد السكان تقريبا 135000 نسمة حسب تقديرات عام 2009، يشكل السكان الأصليون حوالي الثلث، ومعظمهم من بورو، إضافة لأصول أخرى من ليسيلا وأمبيلاو وكاييلي. بقية السكان هم من المهاجرين من جاوة وجزر الملوك المجاورة.
ينقسم السكان بالتساوي بين مسيحيين و مسلمون سنة، مع بقايا بعض المعتقدات التقليدية.
يتكلم السكان بعض اللغات واللهجات المحلية في إطار المجتمعات الفردية، لكن تستخدم اللغة الإندونيسية الوطنية بين المجتمعات المختلفة ولأغراض الإدارة.

## البيئة
معظم الجزيرة مغطاة بالغابات الاستوائية الغنية بالنباتات والحيوانات. حيث تحتوي 179 نوعاً من الطيور و 25 نوعاً من الثدييات منها حوالي 14 نوعاً لا توجد إلا في جزيرة بورو أو الجزر القريبة القليلة، أبرزها الخنزير البري من نوع بورو بابيروزا (Babyrousa babyrussa).

## الاقتصاد
هناك القليل من النشاطات الصناعية في الجزيرة، ويعمل معظم السكان في زراعة الأرز والذرة والبطاطا والفول وجوز الهند والكاكاو والبن والقرنفل وجوزة الطيب. أنشطة مهمة أخرى هي تربية الحيوان وصيد الأسماك.